# 2014-es labdarúgó-világbajnokság-selejtező (CONCACAF – 4. forduló)
A 2014-es labdarúgó-világbajnokság észak-amerikai selejtezőjének 4. fordulójának mérkőzéseit tartalmazó lapja.
A negyedik fordulóban a harmadik forduló 6 továbbjutója vett részt. A csapatok egyetlen csoportot alkottak, ahol oda-visszavágós, körmérkőzéses rendszerben mérkőztek meg egymással. A csoport első három helyezettje kijutott a 2014-es labdarúgó-világbajnokságra, a negyedik helyezett interkontinentális pótselejtezőt játszott.
A hat szövetség képviselői 2012. október 19-én egyeztettek a menetrendről, azonban a tárgyalás nem zárult eredménnyel. A párosításokat a FIFA 2012. november 7-én sorsolta ki Miami Beach-en. A mérkőzéseket 2013. február 6-a és 2013. október 15-e között játszották le.

## Részt vevő csapatok
Ebben a fordulóban a 3. forduló három csoportjának első két helyezettje vesz részt.
| A csoport                  | B csoport           | C csoport         |
| -------------------------- | ------------------- | ----------------- |
| Egyesült Államok · Jamaica | Mexikó · Costa Rica | Honduras · Panama |

## Tabella
| Hely. | Csapat           | M  | Gy | D | V | G+ | G– | Gk | P  | Továbbjutás                         |     | Amerikai Egyesült Államok | Costa Rica | Honduras | Mexikó | Panama | Jamaica |
| ----- | ---------------- | -- | -- | - | - | -- | -- | -- | -- | ----------------------------------- | --- | ------------------------- | ---------- | -------- | ------ | ------ | ------- |
| 1.    | Egyesült Államok | 10 | 7  | 1 | 2 | 15 | 8  | +7 | 22 | Kijutott a 2014-es világbajnokságra |     | —                         | 1–0        | 1–0      | 2–0    | 2–0    | 2–0     |
| 2.    | Costa Rica       | 10 | 5  | 3 | 2 | 13 | 7  | +6 | 18 | Kijutott a 2014-es világbajnokságra |     | 3–1                       | —          | 1–0      | 2–1    | 2–0    | 2–0     |
| 3.    | Honduras         | 10 | 4  | 3 | 3 | 13 | 12 | +1 | 15 | Kijutott a 2014-es világbajnokságra |     | 2–1                       | 1–0        | —        | 2–2    | 2–2    | 2–0     |
| 4.    | Mexikó           | 10 | 2  | 5 | 3 | 7  | 9  | −2 | 11 | Interkontinetális pótselejtező      |     | 0–0                       | 0–0        | 1–2      | —      | 2–1    | 0–0     |
| 5.    | Panama           | 10 | 1  | 5 | 4 | 10 | 14 | −4 | 8  |                                     |     | 2–3                       | 2–2        | 2–0      | 0–0    | —      | 0–0     |
| 6.    | Jamaica          | 10 | 0  | 5 | 5 | 5  | 13 | −8 | 5  |                                     | 1–2 | 1–1                       | 2–2        | 0–1      | 1–1    | —      |         |

## Eredmények
| 2013. február 6. 15:00 (UTC−6) |

| Honduras                | 2–1               | Egyesült Államok |
| ----------------------- | ----------------- | ---------------- |
| García 40' Bengtson 79' | (1–1) Jegyzőkönyv | Dempsey 36'      |

| Estadio Olímpico Metropolitano, San Pedro Sula Nézőszám: 32 000 Játékvezető: Wálter Quesada (Costa Rica-i) |

| 2013. február 6. 21:00 (UTC−5) |

| Panama                   | 2–2               | Costa Rica           |
| ------------------------ | ----------------- | -------------------- |
| Henríquez 16' Torres 27' | (2–1) Jegyzőkönyv | Saborío 40' Ruiz 84' |

| Estadio Rommel Fernández, Panamaváros Nézőszám: 25 000 Játékvezető: Francisco Chacón (mexikói) |

| 2013. február 6. 20:30 (UTC−6) |

| Mexikó | 0–0         | Jamaica |
| ------ | ----------- | ------- |
|        | Jegyzőkönyv |         |

| Estadio Azteca, Mexikóváros Nézőszám: 73 002 Játékvezető: Mark Geiger (amerikai) |

| 2013. március 22. 15:05 (UTC−6) |

| Honduras                | 2–2               | Mexikó            |
| ----------------------- | ----------------- | ----------------- |
| Costly 77' Bengtson 80' | (0–1) Jegyzőkönyv | Hernández 28' 54' |

| Estadio Olímpico Metropolitano, San Pedro Sula Nézőszám: 37 325 Játékvezető: Courtney Campbell (jamaicai) |

| 2013. március 22. 20:30 (UTC–5) |

| Jamaica     | 1–1               | Panama        |
| ----------- | ----------------- | ------------- |
| Elliott 24' | (1–0) Jegyzőkönyv | Henríquez 65' |

| Independence Park, Kingston Nézőszám: 25 000 Játékvezető: Héctor Rodríguez (hondurasi) |

| 2013. március 22. 20:10 (UTC–6) |

| Egyesült Államok | 1–0               | Costa Rica |
| ---------------- | ----------------- | ---------- |
| Dempsey 16'      | (1–0) Jegyzőkönyv |            |

| Dick's Sporting Goods Park, Commerce City Nézőszám: 19 734 Játékvezető: Joel Aguilar (salvadori) |

| 2013. március 26. 20:00 (UTC–6) |

| Costa Rica          | 2–0               | Jamaica |
| ------------------- | ----------------- | ------- |
| Umaña 22' Calvo 82' | (1–0) Jegyzőkönyv |         |

| Estadio Nacional de Costa Rica, San José Nézőszám: 32 427 Játékvezető: Enrico Wijingaarde (suriname-i) |

| 2013. március 26. 20:30 (UTC–6) |

| Mexikó | 0–0         | Egyesült Államok |
| ------ | ----------- | ---------------- |
|        | Jegyzőkönyv |                  |

| Estadio Azteca, Mexikóváros Nézőszám: 85 500 Játékvezető: Walter López (guatemalai) |

| 2013. március 26. 21:00 (UTC–5) |

| Panama              | 2–0               | Honduras |
| ------------------- | ----------------- | -------- |
| Tejada 2' Pérez 75' | (1–0) Jegyzőkönyv |          |

| Estadio Rommel Fernández, Panamaváros Nézőszám: 18 253 Játékvezető: Jair Marrufo (amerikai) |

| 2013. június 4. 20:35 (UTC–5) |

| Jamaica | 0–1               | Mexikó        |
| ------- | ----------------- | ------------- |
|         | (0–0) Jegyzőkönyv | de Nigris 48' |

| Independence Park, Kingston Nézőszám: 16 483 Játékvezető: Joel Aguilar (salvadori) |

| 2013. június 7. 20:10 (UTC–6) |

| Costa Rica | 1–0               | Honduras |
| ---------- | ----------------- | -------- |
| Miller 25' | (1–0) Jegyzőkönyv |          |

| Estadio Nacional de Costa Rica, San José Nézőszám: 35 000 Játékvezető: Walter López (guatemalai) |

| 2013. június 7. 20:30 (UTC–5) |

| Jamaica      | 1–2               | Egyesült Államok         |
| ------------ | ----------------- | ------------------------ |
| Beckford 89' | (0–1) Jegyzőkönyv | Altidore 30' Evans 90+2' |

| Independence Park, Kingston Nézőszám: 12 130 Játékvezető: Roberto Moreno (panamai) |

| 2013. június 7. 21:05 (UTC–5) |

| Panama | 0–0         | Mexikó |
| ------ | ----------- | ------ |
|        | Jegyzőkönyv |        |

| Estadio Rommel Fernández, Panamaváros Nézőszám: 27 100 Játékvezető: Wálter Quesada (Costa Rica-i) |

| 2013. június 11. 19:00 (UTC–6) |

| Honduras                | 2–0               | Jamaica |
| ----------------------- | ----------------- | ------- |
| Ó. García 10' Rojas 88' | (1–0) Jegyzőkönyv |         |

| Estadio Tiburcio Carías Andino, Tegucigalpa Nézőszám: 29 000 Játékvezető: Marco Rodríguez (mexikói) |

| 2013. június 11. 19:00 (UTC–5) |

| Mexikó | 0–0         | Costa Rica |
| ------ | ----------- | ---------- |
|        | Jegyzőkönyv |            |

| Estadio Azteca, Mexikóváros Nézőszám: 65 753 Játékvezető: Mark Geiger (amerikai) |

| 2013. június 11. 19:08 (UTC–7) |

| Egyesült Államok            | 2–0               | Panama |
| --------------------------- | ----------------- | ------ |
| Altidore 36' E. Johnson 53' | (1–0) Jegyzőkönyv |        |

| CenturyLink Field, Seattle Nézőszám: 40 847 Játékvezető: Roberto García Orozco (mexikói) |

| 2013. június 18. 19:06 (UTC−6) |

| Egyesült Államok | 1–0               | Honduras |
| ---------------- | ----------------- | -------- |
| Altidore 74'     | (0–0) Jegyzőkönyv |          |

| Rio Tinto Stadium, Sandy Nézőszám: 20 250 Játékvezető: Enrico Wijngaarde (suriname-i) |

| 2013. június 18. 20:00 (UTC−6) |

| Costa Rica          | 2–0               | Panama |
| ------------------- | ----------------- | ------ |
| Ruiz 49' Borges 52' | (0–0) Jegyzőkönyv |        |

| Estadio Nacional de Costa Rica, San José Nézőszám: 35 000 Játékvezető: Courtney Campbell (jamaicai) |

| 2013. szeptember 6. 20:30 (UTC−5) |

| Mexikó     | 1–2               | Honduras                |
| ---------- | ----------------- | ----------------------- |
| Peralta 6' | (1–0) Jegyzőkönyv | Bengtson 64' Costly 66' |

| Estadio Azteca, Mexikóváros Nézőszám: 73 981 Játékvezető: Roberto Moreno (panamai) |

| 2013. szeptember 6. 20:00 (UTC−6) |

| Costa Rica                        | 3–1               | Egyesült Államok       |
| --------------------------------- | ----------------- | ---------------------- |
| Acosta 3' Borges 10' Campbell 75' | (2–1) Jegyzőkönyv | Dempsey 43' (11-esből) |

| Estadio Nacional de Costa Rica, San José Nézőszám: 35 000 Játékvezető: Marco Rodríguez (mexikói) |

| 2013. szeptember 6. 21:00 (UTC−5) |

| Panama | 0–0         | Jamaica |
| ------ | ----------- | ------- |
|        | Jegyzőkönyv |         |

| Estadio Rommel Fernández, Panamaváros Nézőszám: 20 000 Játékvezető: Walter López (guatemalai) |

| 2013. szeptember 10. 19:00 (UTC−6) |

| Honduras                | 2–2               | Panama                |
| ----------------------- | ----------------- | --------------------- |
| Costly 28' Palacios 62' | (1–0) Jegyzőkönyv | Torres 50' Chen 90+1' |

| Estadio Olímpico Metropolitano, San Pedro Sula Nézőszám: 26 582 Játékvezető: Mark Geiger (amerikai) |

| 2013. szeptember 10. 19:00 (UTC−5) |

| Jamaica        | 1–1               | Costa Rica |
| -------------- | ----------------- | ---------- |
| Anderson 90+2' | (0–0) Jegyzőkönyv | Brenes 74' |

| Independence Park, Kingston Nézőszám: 6100 Játékvezető: Jair Marrufo (amerikai) |

| 2013. szeptember 10. 20:06 (UTC−6) |

| Egyesült Államok        | 2–0               | Mexikó |
| ----------------------- | ----------------- | ------ |
| Johnson 49' Donovan 78' | (0–0) Jegyzőkönyv |        |

| Columbus Crew Stadium, Columbus Nézőszám: 24 584 Játékvezető: Courtney Campbell (jamaicai) |

| 2013. október 11. 15:00 (UTC−6) |

| Honduras     | 1–0               | Costa Rica |
| ------------ | ----------------- | ---------- |
| Bengtson 64' | (0–0) Jegyzőkönyv |            |

| Estadio Olímpico Metropolitano, San Pedro Sula Nézőszám: 38 500 Játékvezető: Jair Marrufo (amerikai) |

| 2013. október 11. 20:30 (UTC−5) |

| Mexikó                  | 2–1               | Panama     |
| ----------------------- | ----------------- | ---------- |
| Peralta 40' Jiménez 85' | (1–0) Jegyzőkönyv | Tejada 81' |

| Estadio Azteca, Mexikóváros Nézőszám: 90 758 Játékvezető: Joel Aguilar (salvadori) |

| 2013. október 11. 17:36 (UTC−5) |

| Egyesült Államok      | 2–0               | Jamaica |
| --------------------- | ----------------- | ------- |
| Zusi 77' Altidore 80' | (0–0) Jegyzőkönyv |         |

| Sporting Park, Kansas City Nézőszám: 18 467 Játékvezető: Elmer Bonilla (salvadori) |

| 2013. október 15. 19:30 (UTC−6) |

| Costa Rica           | 2–1               | Mexikó      |
| -------------------- | ----------------- | ----------- |
| Ruiz 26' Saborío 64' | (1–1) Jegyzőkönyv | Peralta 29' |

| Estadio Nacional de Costa Rica, San José Nézőszám: 35 000 Játékvezető: Walter López (guatemalai) |

| 2013. október 15. 20:30 (UTC−5) |

| Jamaica                                 | 2–2               | Honduras               |
| --------------------------------------- | ----------------- | ---------------------- |
| Claros 3' (öngól) Austin 58' (11-esből) | (1–2) Jegyzőkönyv | Costly 1' Figueroa 33' |

| Independence Park, Kingston Nézőszám: 6000 Játékvezető: Mark Geiger (amerikai) |

| 2013. október 15. 20:30 (UTC−5) |

| Panama                   | 2–3               | Egyesült Államok                       |
| ------------------------ | ----------------- | -------------------------------------- |
| G. Torres 18' Tejada 83' | (1–0) Jegyzőkönyv | Orozco 64' Zusi 90+2' Jóhannsson 90+3' |

| Estadio Rommel Fernández, Panamaváros Nézőszám: 18 254 Játékvezető: Courtney Campbell (jamaicai) |